# Flint the Time Detective
Flint The Time Detective (no Brasil, Flint, o Detetive do Tempo; em Portugal, Flint, o Detective do Tempo) conhecido no Japão como Jikū Tantei Genshi-kun (時空 探偵 ゲンシクン, lit. "Detetive do Espaço-Tempo Genshi-kun") é uma série de anime dirigido por Hiroshi Fukutomi. Foi baseada em um mangá de Hideki Sonoda e Yamauchi Akira publicado pela Kodansha no Japão. O anime foi ao ar de 1998 a 1999 no Japão tendo ao todo de 39 episódios.
No Brasil, o anime foi, assim como nos Estados Unidos, exibido pela Fox Kids no começo da década de 2000. Em Portugal, o anime foi exibido pela SIC a partir de 2001/2002.
A história se passa no século XXV, onde a viagem no tempo é algo comum, até mesmo para os vilões. Com isso, uma agência de investigações é criada para detê-los. Quando o garoto pré-histórico Flint impede a vilã Petra Fina de fazer suas maldades, ele se torna um ótimo candidato para entrar na agência e combater o mal.